# (27758) Michelson
(27758) Michelson  es un asteroide perteneciente al cinturón de asteroides, descubierto el 12 de septiembre de 1991 por Freimut Börngen y Lutz Dieter Schmadel desde el Observatorio Karl Schwarzschild, en Alemania.

## Designación y nombre
Michelson se designó inicialmente como 1991 RJ4.
Más adelante fue nombrado en honor al físico estadounidense de origen alemán Albert Abraham Michelson (1852-1931).

## Características orbitales
Michelson orbita a una distancia media del Sol de 3,0276 ua, pudiendo acercarse hasta 2,7351 ua y alejarse hasta 3,3201 ua. Tiene una excentricidad de 0,0966 y una inclinación orbital de 8,6864° grados. Emplea en completar una órbita alrededor del Sol 1924 días.

## Características físicas
Su magnitud absoluta es 13,9. Tiene 5,326 km de diámetro. Su albedo se estima en 0,156.